# Kalevi-Liiva
Kalevi-Liiva son dunas de arena en la parroquia de Jõelähtme en el condado de Harju, Estonia.

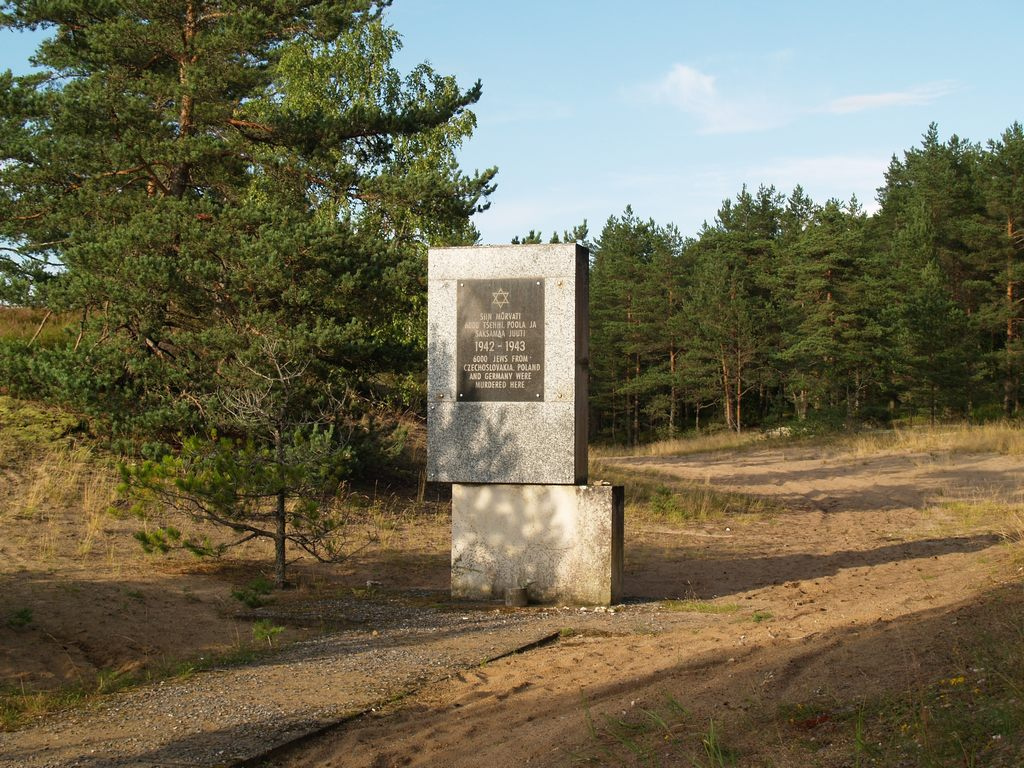
Monumento.

## Historia
El sitio está ubicado cerca de la costa báltica, al norte de la aldea de Jägala y el antiguo campo de concentración de Jägala. 
Es más conocido como el sitio de ejecución de, al menos, 6,000 víctimas del Holocausto judío y romaní. La ejecución en masa fue realizada por colaboradores nazis estonios bajo supervisión alemana. Al menos dos trenes de judíos llegaron a la estación de ferrocarril de Raasiku, uno de Theresienstadt el 5 de septiembre de 1942.